# Hecht Museum

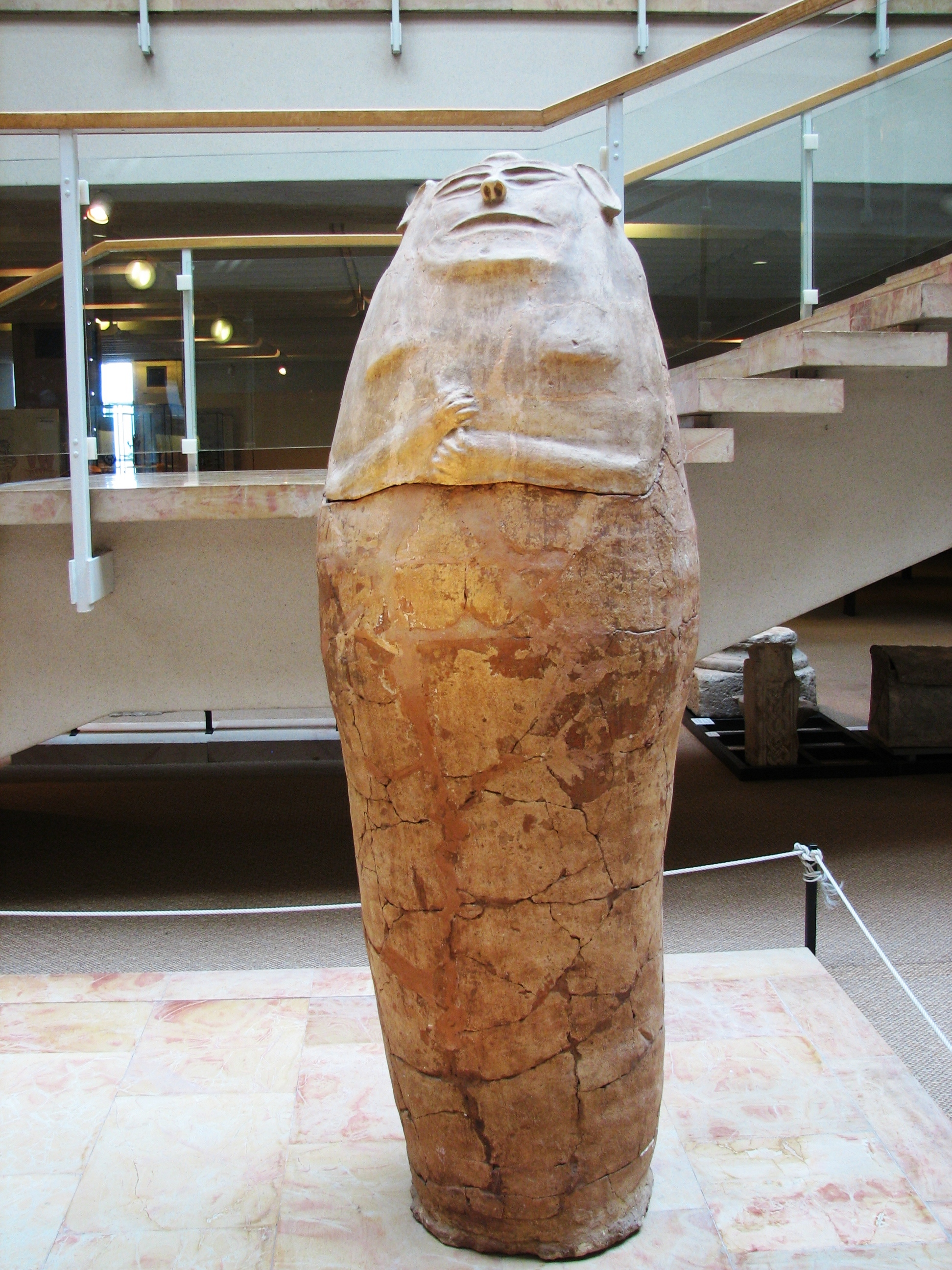
Antropoïde doodskist uit de late bronstijd uit Dayr al-Balah.

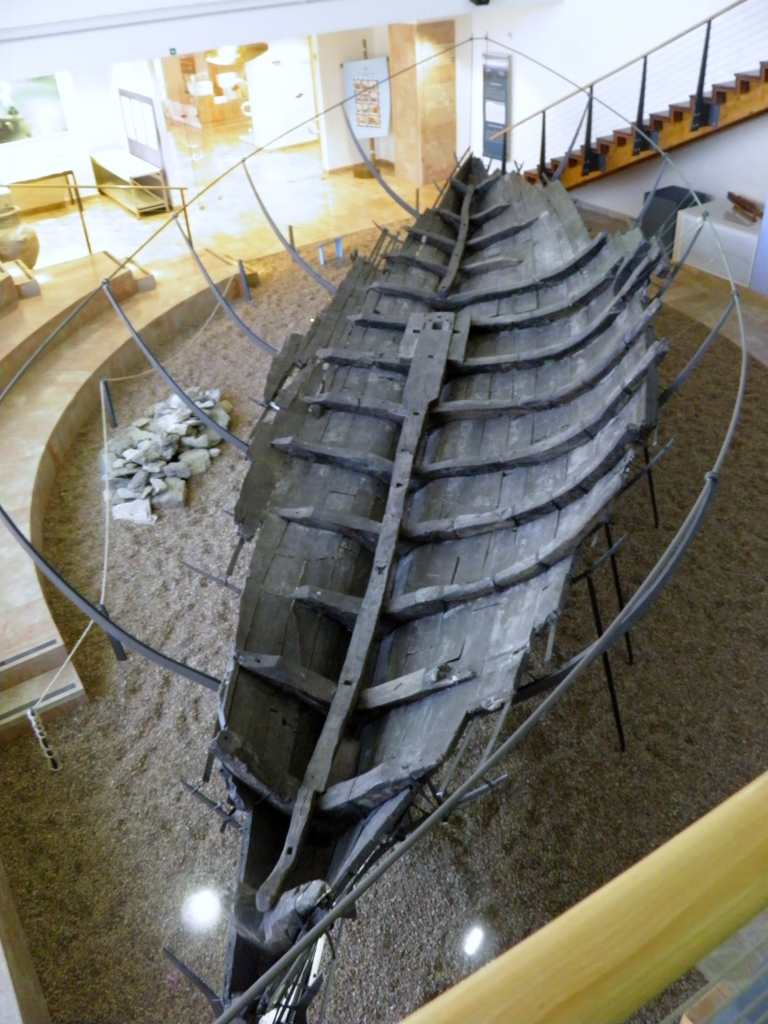
Het koopvaardijschip Ma'agan Michael Ship.

Het Hecht Museum (Hebreeuws: מוזיאון הכט), of voluit het Reuben & Edith Hecht Museum (מוזיאון ראובן ועידית הכט), is een museum op het terrein van de Universiteit van Haifa, Israël. Het is gespecialiseerd in de archeologie van Israël.

## Geschiedenis
Het museum werd in 1984 opgericht door Reuben Hecht (1909-1993), een Israëlische fabrikant en tevens een van de oprichters van de Raad van Bestuur van de Universiteit van Haifa. Zestig jaar lang verzamelde hij archeologische artefacten die de materiële cultuur van het land Israël in de oudheid vertegenwoordigen. Hecht was vooral geïnteresseerd in vondsten uit de Kanaänitische periode tot het einde van de Byzantijnse periode. Daarbij geloofde hij dat archeologie een belangrijke uiting was van het zionisme en deze oude artefacten waren volgens hem het bewijs van de band tussen het Joodse volk en Land van Israël.
Hecht werd geboren in Antwerpen, België. Toen hij negen jaar oud was, verhuisde het gezin naar Bazel, Zwitserland. Hecht raakte geïnteresseerd in het zionisme na het lezen van anti-zionistische materialen gepubliceerd door de Centralverein deutscher Staatsbürger jüdischen Glaubens, die Joodse assimilatie aanmoedigde. Hij diende vervolgens als raadgever in de zionistische jeugdbeweging Blau Weiss (Hebreeuws: בלאו-וייס; 'blauw-wit', verwijzend naar de latere vlag van Israël). In 1933 werkte Hecht samen met Ze'ev Jabotinski op het Parijse hoofdkwartier van de revisionistische zionistische beweging.
Vanaf zijn studententijd begon Hecht archeologische voorwerpen van het Joodse volk te verzamelen. Deze collectie breidde zich in de loop der jaren uit en aan het einde van zijn leven in 1984 richtte hij en zijn vrouw Edith Zilzer een museum op, om zo alle voorwerpen te kunnen huisvesten.

## Tentoonstellingen
De tentoonstellingen tonen de archeologie en geschiedenis van het land Israël in chronologische volgorde. Deze omvatten munten, Semitische zegels, sieraden, artefacten uit de opgravingen van de Tempelberg, Fenicische metaalbewerking, houtbewerking, stenen vaten, glas maken en mozaïeken.
Ook is het de thuisbasis van het Ma'agan Michael Ship (Hebreeuws: הספינה העתיקה ממעגן מיכאל), het wrak van een koopvaardijschip uit de 5e eeuw v.Chr..
De kunstcollectie van het museum omvat Franse schilderkunst van de School van Barbizon, het impressionisme, het postimpressionisme en de Parijse school, en Joodse kunst van het midden van de 19e tot het begin van de 20e eeuw. Het museum bezit schilderijen van de Nederlandse kunstschilder Vincent van Gogh, de Duitse schilder en graficus Max Liebermann, de Italiaanse kunstschilder en beeldhouwer Amedeo Modigliani en de Franse schilders Jean-Baptiste Corot, Édouard Manet, Claude Monet, Camille Pissarro.

## Activiteiten
Het museum heeft een akoestisch auditorium met plaats voor 380 personen. Het dient ook als een studiecentrum voor studenten en academische onderzoekers en biedt verrijkende studies in archeologie, kunst, Bijbel en geschiedenis voor schoolkinderen, soldaten, leraren en het grote publiek.
Het museum organiseert jaarlijks een kunstwedstrijd die openstaat voor middelbare scholieren, soldaten en studenten schone kunsten. Winnaars van de wedstrijd krijgen beurzen van de Hecht Foundation, die ook beurzen toekent aan master- en Ph.D.-studenten op het gebied van archeologie.
Het museum houdt conferenties, symposia, seminars en lezingen en publiceert catalogi van zijn tentoonstellingen van archeologie en kunst. Michmanim (Hebreeuws: מכמנים), het museumtijdschrift, publiceert wetenschappelijke artikelen over archeologisch onderzoek en artefacten in de museumcollectie.